# Morris Sheppard
Morris Sheppard (Morris megye, 1875. május 28. – Washington, 1941. április 9.) az Amerikai Egyesült Államok szenátora (Texas, 1913–1941).